# Belsen Was a Gas
«Belsen Was a Gas» (en español: Belsen fue una gozada) es una de las canciones más polémicas de la banda británica de punk Sex Pistols, ya que trata sobre los campos de concentración de Alemania durante la Segunda Guerra Mundial, en concreto Bergen-Belsen, que fue liberado por las tropas británicas en 1945 y era, por lo tanto, más conocido en ese país que campos similares de Europa del este. Belsen también es mencionado en la canción «Holidays in the Sun».
El tema fue grabado en una toma de estudio aunque no fue lanzado en un álbum oficial hasta la aparición de la caja recopilatoria Sex Pistols Boxed Set en 2002, siendo esta la única pista en la que participa Sid Vicious (principal autor del tema). Durante la existencia de los Sex Pistols en la década del '70, la canción fue interpretada en vivo.
En la edición 35º Aniversario de Never Mind The Bollocks, fue incluida la versión de estudio.

## Otras Versiones
Esta canción fue versionada por bandas y músicos como The Exploited, en su disco Totally Exploited, por Sid Vicious bajo el nombre de Vicious White Kids, Chaos UK en su disco Heard It Seen It Done It y por Attaque 77 en su primer demo Más de un millón.
- Datos: Q3637872